# Jawnoszczękie
Jawnoszczękie, odkrytoszczękie (Ectognatha) – klad stawonogów z nadgromady sześcionogów, stanowiący grupę siostrzaną skrytoszczękich.
Dawniej jawnoszczękie klasyfikowane były w randze podgromady w obrębie gromady owadów i przeciwstawiane podgromadzie skrytoszczękich lub w randze poddziału w dziale owadów pierwotnie bezskrzydłych i przeciwstawiane poddziałowi skrytoszczękich. Cechą wyróżniającą tę grupę jest nieukrycie przysadek gębowych wewnątrz puszki głowowej. Obecnie skrytoszczękie wydziela się z owadów w osobną gromadę, a nawet podnosi do rangi gromad należące doń pierwogonki, widłogonki i skoczogonki. W takim układzie jawnoszczękie odpowiadają owadom.